# 戴维·邓恩
戴维·邓恩（英語：David Dunne，1955年11月30日—），英国前男子游泳运动员。他曾代表英国参加1976年夏季奥林匹克运动会游泳比赛，获得男子4×200米自由泳接力铜牌。